# الرقابة في بنغلاديش
تشير الرقابة في بنغلاديش إلى الرقابة الحكومية على الصحافة وانتهاك حرية التعبير. تحمي المادة 39 من دستور بنغلاديش حرية التعبير. 
وفقًا لمنظمة هيومن رايتس ووتش، تستخدم حكومة بنغلاديش معدات متطورة لحجب المواقع الإلكترونية التي تنتقد الحكومة وتراقب حركة الاتصالات على الإنترنت. اتهم براد آدامز، مدير آسيا في هيومن رايتس ووتش، رئيسة الوزراء الشيخة حسينة بالسير نحو الحكم الاستبدادي من خلال ترهيب الصحافة الحرة وتتخذ إجراءات صارمة لمنع حرية التعبير. قال المحررون لهيومن رايتس ووتش (إتش آر دابليو) إنهم يفرضون رقابة على نحو 50 - 80 في المئة من القصص التي يكتبونها كشكل من أشكال الرقابة الذاتية لمنع المشاكل مع الحكومة. وصفت آسيا تايمز بنغلاديش بأنها ديستوبيا أورويلية. تراجعت حرية التعبير في بنغلاديش وفقًا لتقرير التعبير العالمي 2018 – 2019 بموجب المادة 19.

## التاريخ
وافقت الحكومة على استخدام فحص الحزمة العميق لمراقبة حركة مرور الويب. وفقًا لمؤسسة فريدوم هاوس، فإن بنغلاديش حرة جزئيًا. أفادت فريدوم هاوس أن حكومة رابطة عوامي عززت سلطتها من خلال ترهيب منافسيها السياسيين والصحفيين. خففت حكومة بنغلاديش من سرعة الإنترنت خلال احتجاجات سلامة الطرق في بنغلاديش عام 2018 لمنع تحميل المعلومات.
في مايو 2019، اعتقلت حكومة بنغلاديش ثلاثة أشخاص، بينهم محام وشاعر، بسبب محتوى منشور على الإنترنت.
زادت حكومة بنغلاديش من قمع الصحافة في أعقاب جائحة كورونا في بنغلاديش. بعد أن زعمت صحيفة نيترا نيوز، مقرها السويد، أن مليوني شخص سيموتون في الوباء في بنغلاديش، زار عملاء المخابرات الحكومية والدة رئيس التحرير، تسنيم خليل، في سيلهيت. جعلوها تتصل بابنها وتطلب منه التوقف عن نشر الأخبار ضد الحكومة. وزاروها بعد تحذير أعطاه وزير الإعلام حسن محمود لنشر «الشائعات». وبحسب أحد الدبلوماسيين، فإن المعلومات التي تعتبر انتقادية للشيخة حسينة تسمى «شائعات» من قبل الحكومة. أوقفت الحكومة عن العمل بعض الأطباء والمسؤولين الحكوميين والأكاديميين لانتقادهم رد الحكومة على «كوفيد-19».
كجزء من حملة لمكافحة المواد الإباحية حظرت حكومة بنغلاديش 20 ألف موقع ومدونة. حيث وصف مصطفى جبار، وزير تكنولوجيا المعلومات والاتصالات، بأن هذا جزء من «حربه على المواد الإباحية». كان موقع سوم وير إن بلوغ دوت نت، موقع تدوين يحظر المحتوى الفاضح وهو شريك لإذاعة دويتشه فيله. وأيد جبار الحظر بالقول إن الموقع نشر محتوى ينتقد الحكومة والإسلام.
في عام 2021، اشتُبه في أن الحكومة تستخدم برنامج بيغاسوس للتجسس.

## القوانين
انتُقد قانون الأمن الرقمي باعتباره أداة لقمع الصحافة.  وفقًا لرويترز، كان لقانون الأمن الرقمي تأثير مخيف على حرية التعبير ووسائل الإعلام.  يعاقب القانون الصحفي الذي يحصل على معلومات ووثائق وصور من الدوائر الحكومية دون إذن حكومي. هذا، وفقًا للبروفيسور آصف نازرول من جامعة دكا، يمثل تهديدًا للصحافة الاستقصائية في بنغلاديش. يسمح القانون باعتقال الصحفيين دون مذكرة ويقيد الكفالة. وأفاد محرر ماناب زامين، ماتيور الرحمن شودري، أن الصحفيين كانوا يمارسون الرقابة الذاتية. رُفع أكثر من ألف قضية بموجب هذا القانون وفقًا لمنظمة العفو الدولية، التي تصف القانون بأنه «شديد القسوة».
يشكل قانون البث لعام 2018 تهديدًا للصحافة الحرة في بنغلاديش. إنه قانون مصمم لتنظيم وسائط الإعلام المرئية والمسموعة. يسمح القانون باعتقال الصحفي دون مذكرة ويقيد الكفالة. يهدف القانون إلى قمع البرامج الحوارية على التلفزيون.